# UFC 45
UFC 45: Revolution foi um evento de artes marciais mistas promovido pelo Ultimate Fighting Championship, ocorrido em 21 de novembro de 2003 no Mohegan Sun Arena em Uncasville, Connecticut. O evento foi transmitido ao vivo no pay-per-view, mais tarde sendo lançado para DVD.

## Background
O evento marcou o 10° aniversário do UFC, para comemorar os dez anos Dana White inaugurou o Hall da Fama do UFC, com Royce Gracie e Ken Shamrock.

## Resultados
Nota 1 Pelo Cinturão Meio-Médio do UFC.